# HTC Dream
Das HTC Dream, auch als T-Mobile G1 vermarktet, ist ein Smartphone, das von der HTC Corporation gefertigt wurde. Es war das erste Gerät, das mit dem Betriebssystem Android auf den Markt gebracht wurde. Seit Herbst 2008 wurde es nur mit SIM-Lock für T-Mobile US unter dem Namen T-Mobile G1 in den USA und Großbritannien vertrieben. In Österreich war das T-Mobile G1 seit dem 30. Januar 2009, in Deutschland seit dem 2. Februar 2009 ohne SIM-Lock und exklusiv über T-Mobile erhältlich.
Zur Bedienung bietet das Dream fünf Funktionstasten, einen Trackball, einen verschiebbaren Touchscreen und darunter eine Tastatur.
Das Dream ist auf den Zugang zum Internet optimiert, insbesondere zu Diensten von Google, die oft durch einen einzigen Klick aufgerufen werden können. Es ermöglicht Verbindungen über Wireless Local Area Networks und in Mobilfunknetzen Datenübertragungen mittels der beschleunigten Verfahren HSPA und EDGE. Im Unterschied zu anderen Smartphones ist keine Synchronisation mit einem Personal Computer vorgesehen. Stattdessen aktualisiert das Dream Daten wie Kalendereinträge oder Telefonbuch mit einem Server von Google. Im Falle eines Handyabsturzes können diese Daten dann wiederhergestellt werden. Diese Funktion der Datensynchronisierung, bei der eine ständige Verbindung mit dem Internet besteht und Google persönliche Daten vom Nutzer erhalten kann, lässt sich ausschalten. Des Weiteren erstellt das G1 ein Telefonbuch, welches nach Beliebtheit geordnet werden kann. Durch die Synchronisation mit dem Google-Server wird eine interne Statistik erstellt, die die Anrufe im Telefonbuch ordnet.
In den USA war das Gerät bei Markteinführung erhältlich für 179 $ und nur in Verbindung mit einem Vertrag für Sprach- und Datendienste über 24 Monate. Der Preis in Deutschland betrug 1 EUR in Verbindung mit einem Vertrag von T-Mobile über 24 Monate, wobei dieser Vertrag im Monat 39 EUR kostete bei einem Datenvolumen von 1 GB.

## Betriebssystem
Auf dem HTC Dream läuft Android mit der sogenannten Google Experience (Tools und Anpassungen von Google). Enthalten sind u. a. Unterstützung für Google Mail (inkl. Push-E-Mail), Google Kalender und Android-Market, heute: Google Play Store.
Die letzte von HTC erschienene Version ist Android 2.1; darüber hinaus sind keine offiziellen Updates verfügbar.
Dies erklärte z. B. T-Mobile mit dem begrenzten Speicherplatz des Telefons: Tatsächlich gibt es mittlerweile Portierungen von Android 2.x auf das G1 (insbesondere CyanogenMod), die den frei verfügbaren Teil von Android umfassen. Im Zuge der Installation können jedoch die nicht freigegebenen (Google-)Bestandteile ergänzt werden. Die Installation erfordert einige „Kniffe“, da einerseits das Telefon die Installation nichtoffizieller Systemversionen normalerweise verhindert, und andererseits der festeingebaute Speicherplatz zur Ablage der Software im Auslieferungszustand nicht ausreicht.
Mit diesen neueren, nichtoffiziellen Android-Versionen kann das G1 neben der überarbeiteten Oberfläche u. a. um „standardisiertes“ Tethering via Bluetooth (PAN) und USB (Remote NDIS) ergänzt werden.
Das Mobiltelefon kann nicht mit externen Geräten verbunden werden.